# محمدیوسف صابری
محمد یوسف صابری (زاده ۱۳۵۴ ولسوالی غنی‌خیل ولایت ننگرهار) سیاستمدار افغانستان و نماینده مردم کوچی در دوره شانزدهم مجلس نمایندگان است. وی در مجلس شانزدهم نمایندگان افغانستان عضو کمیسیون کوچی‌ها، قبایل، امور مهاجرین و بیجاشدگان می‌باشد.

## زندگی‌نامه
محمد یوسف صابری زاده ۱۳۵۴ از ولسوالی/شهرستان غنی‌خیل ولایت (استان) ننگرهار می‌باشد. وی تحصیلات متوسطه خود را در لیسه/دبیرستان تقوا در پاکستان به اتمام رسانید و دو سال در دانشگاه دعوت و جهاد و دو سال دوره اداره و دانش رایانه را در پاکستان خواند

## دیگر فعالیت‌ها
دیگر فعالیت‌های ایشان:
- رئیس عملیات ساحوی دبیرخانه (دارالانشا) کمیسیون انتخابات.
- مسئول انتخابات کوچی‌ها در کمیسیون انتخابات.
- کارشناس انتخابات محلی در اداره مستقل ارگان‌های محلی.
- مشاور در ولایت/استان لغمان در بخش حکومت‌داری.